# Tarafa b. al-Abd
Tarafa b. al-Abd (arabisch: طرفة بن العبد) war einer der bekanntesten arabischen Dichter der vorislamischen Zeit. Er zählt zu den Muallaka-Dichtern und ist als talentierter Satiredichter bekannt.

## Leben
Tarafa b. al-Abd, einer der berühmtesten Dichter der vorislamischen Zeit, gehört zum Kays b. Sa’laba-Zweig des Bekr b. Wa’il-Clans. Er gehört demselben Stamm an wie al-A'scha. Tarafa wurde als Sohn einer starken Familie geboren. Er gehört einer Familie an, die sowohl väterlich als auch mütterlicherseits eine tief verwurzelte Poesietradition hat. Seine Schwester und sein Onkel gehörten zu den berühmten arabischen Dichtern. Es ist nicht genau bekannt, wann er geboren wurde. Es wird geschätzt, dass er um 538 geboren wurde. Aus seinen Gedichten ist nicht zu erkennen, ob er dem Christentum oder dem Heidentum angehört. Es gibt jedoch Forscher, die behaupten, er sei Christ. Die Verlässlichkeit einiger Erzählungen über sein Leben ist schwach. Der Dichter hat einen arabischen Poesiediwan.